# José Catalán
José Miguel Alberto Catalán Salazar (San José de Maipo, Región Metropolitana, Chile, 21 de abril de 1981) es un exfutbolista chileno y entrenador. Jugaba de centrocampista y su último equipo fue Santiago Morning de la Primera División de Chile, actualmente es entrenador de la categoría sub-18 del Club Cajón Del Maipo que milita en la Tercera División B.

## Trayectoria
Se formó en las categorías inferiores de Cobreloa. Tras pasar por varios equipos de la Tercera División de Chile, Carlos González le dio la oportunidad de debutar en Primera División al llevarlo a Santiago Wanderers.

## Clubes
| Club                 | País  | Año         |
| -------------------- | ----- | ----------- |
| General Velásquez    | Chile | 2002        |
| Colchagua            | Chile | 2003        |
| Iberia               | Chile | 2004        |
| Santiago Wanderers   | Chile | 2005-2007   |
| Santiago Morning     | Chile | 2008        |
| San Luis de Quillota | Chile | 2008        |
| Santiago Morning     | Chile | 2009 - 2010 |

- Datos: Q5648424